# Wieselburg
Wieselburg je město v Rakousku (přibližně 4 400 obyvatel). Leží 100 km západně od Vídně v okrese Scheibbs ve spolkové zemi Dolní Rakousy. 
V roce 976 zde Wolfgang z Řezna založil hrad s kostelem, který patří k nejstarším severně od Alp. Název dostal podle polohy na soutoku řek Große Erlauf a Kleine Erlauf (slovo „zwisila“ ve staré horní němčině znamená soutok). O rozvoj města se zasloužila železnice Erlauftalbahn. Za první světové války zde fungoval zajatecký tábor, jímž prošlo 60 000 vězňů. V květnu roku 1976 byl Wieselburg povýšen na město. Nejsilnější zastoupení v městské radě má tradičně Sociálně demokratická strana Rakouska.
K turistickým atrakcím patří muzeum pravěku a park se sochami představujícími rakouské řeky. Na předměstí se nachází zámek Schloss Weinzierl z roku 1586, kde působil Joseph Haydn a na jeho počest se koná hudební festival. Od roku 1869 sídlí na zámku zemědělská škola Francisco Josephinum. Město má také gymnázium a hudební školu.
Město patří k oblasti Mostviertel. Je známé díky pivovaru, který byl založen roku 1770. Každoročně na přelomu června a července Wieselburg hostí zemědělský veletrh Wieselburger Messe. Sídlí zde také firma ZKW, která vyrábí osvětlení pro automobily.